# カイサー・タティク
カイサー・タティク（英語: Kaisaer Tatike）は、日本で活動するミュージカル俳優である。中華人民共和国新疆ウイグル自治区カシュガル地区出身のタジク民族。劇団四季所属。

## 来歴
中国の少数民族タジク族の出身である。2015年に劇団四季へ入団に伴い来日し、同年6月1日に上演された『王子とこじき』東京公演のアンサンブル1枠役で初舞台出演を果たした。
2016年7月16日に大阪四季劇場で開幕した『キャッツ』大阪公演では開幕キャストとしてスキンブルシャンクス役に抜擢され、11月1日には平成29年用年賀はがき販売開始セレモニーに参加している。
その後、ロボットインザガーデンでコーリー・ロジャーで出演している。
2023年10月19日（木）、JR東日本四季劇場［秋］にて開幕したミュージカル『ウィキッド』東京公演で開幕キャストとしてフィエロを演じた。

## 主な出演作品
- 王子とこじき（2015年アンサンブル1枠）
- キャッツ（2016年スキンブルシャンクス）
- ロボット・イン・ザ・ガーデン(2020年コーリー,2022年ロジャー)
- ウィキッド(2023年フィエロ)